# Saint-Michel de Gignac
Le site de Saint-Michel de Gignac, aujourd'hui sur la commune du Rove, est connu sous ce nom depuis au moins 1350.

## Histoire
Au Moyen Âge, le lieu faisait partie de la seigneurie de Marignane, qui s’étendait jusqu’à la mer. Les Templiers en prirent possession au XIIe siècle, du fait de sa position stratégique qui les rendait maîtres de la plaine et des lieux de passages. Ils y édifièrent un château fort en éperon barré de remparts reliés de tours carrées. Les Templiers avaient là une commanderie militaire, avec un commandeur, qui avec ses hommes assurait la protection du littoral et de l’étang de Berre, permettant de lutter contre les incursions sarrasines et les bandes de pillards qui rançonnaient les voyageurs entre Marseille et Martigues. Nous connaissons deux commandeurs de la forteresse : Umbert de Bioth en 1173 et Ismidion de Gordolan en 1202, qui auraient construit la chapelle.
La chapelle du château fort s’appelait à l’origine « Sainte-Marthe et Saint Michel », ce dernier étant le patron des Templiers. D’une nef unique de deux travées, poursuivie d’une abside pentagonale, elle est normalement orientée.
En 1309, le site, abandonné des Templiers et de sa population, passe à l’ordre des Hospitaliers de l'ordre de Saint-Jean de Jérusalem.
En 1388, Raymond de Turenne, de la famille des Baux, met le siège devant Saint-Michel, incendie les maisons et rase les remparts et les tours de défense, en respectant la chapelle. En août-septembre 1396 s’ouvrent au Parlement de Provence les chapitres de l’union du pays contre Raymond de Turenne : des religieux dont Johan Bonnin, abbé de Saint-Victor, des barons et gentilshommes, dont « lo senhor de Marinhana, per si et sa terra » et « lo dich magnific home nonssenhor George de Marles », qui sera le commandant de cette coalition. Raymond de Turenne, traqué, aurait fini noyé dans le Rhône à Tarascon. Cette assertion est contredite dans l'article dédié à Raymond de Turenne.

## Le site actuel
Outre la chapelle du XIIIe siècle, qui fut utilisée jusqu’au XVIIIe siècle, et a été restaurée en 1874, il reste des vestiges des remparts, des tours carrées et d’une citerne. Son mobilier a été transféré dans les églises de Gignac-la-Nerthe, Le Rove et Ensuès-la-Redonne;

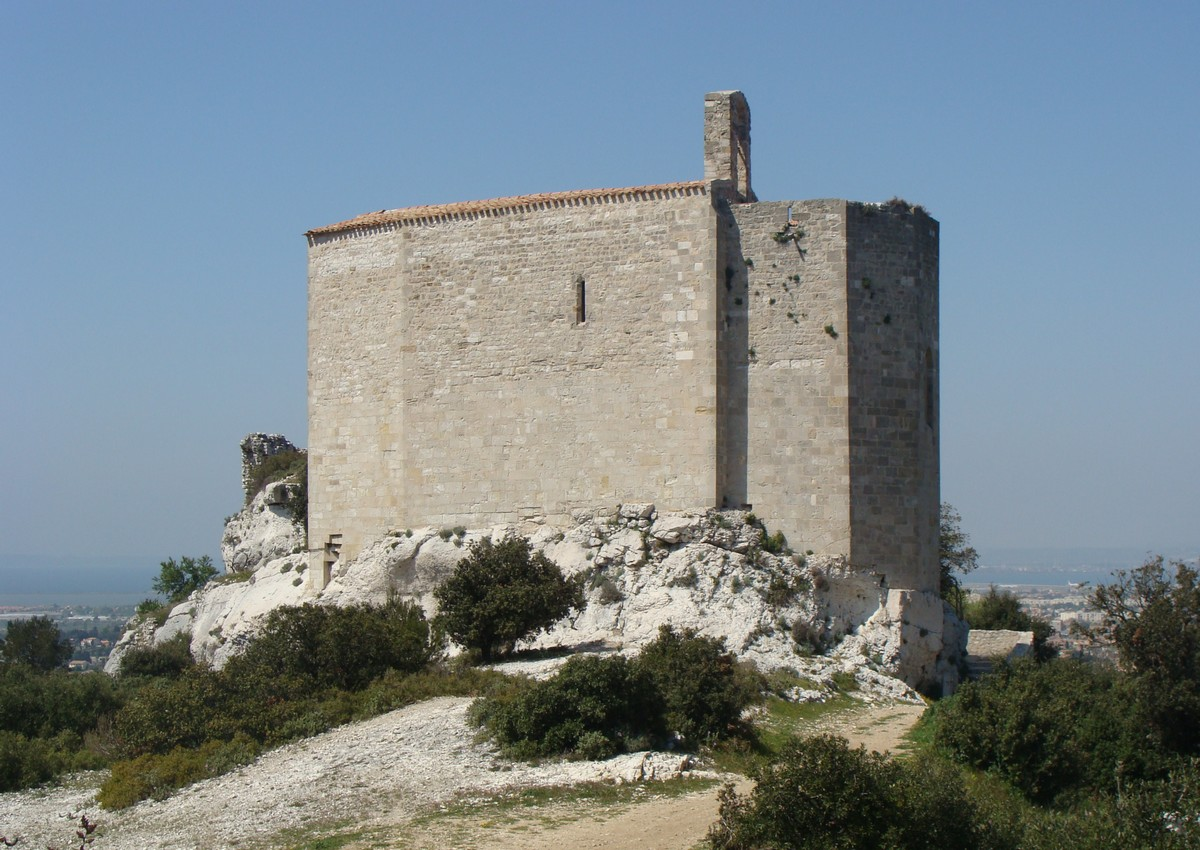
La chapelle sur son rocher (façade nord)
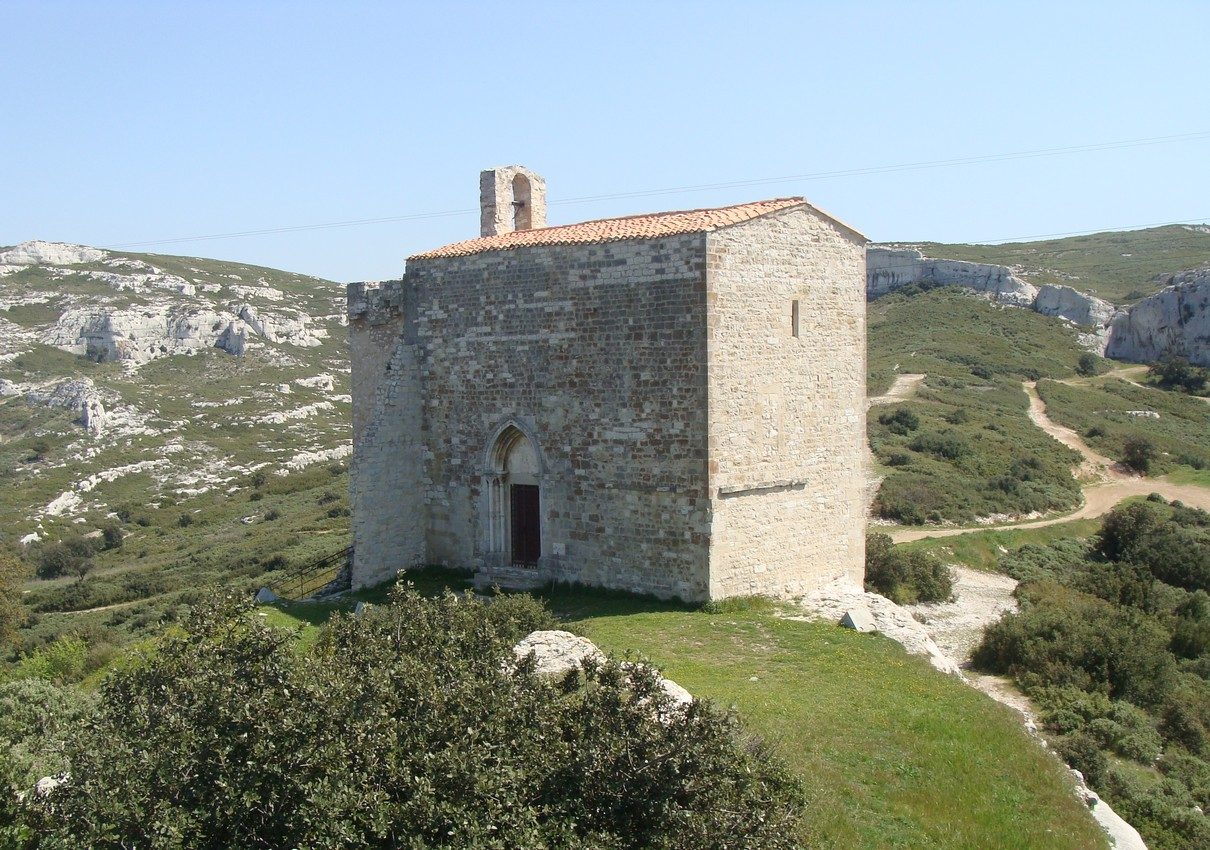
La chapelle, façades sud et ouest
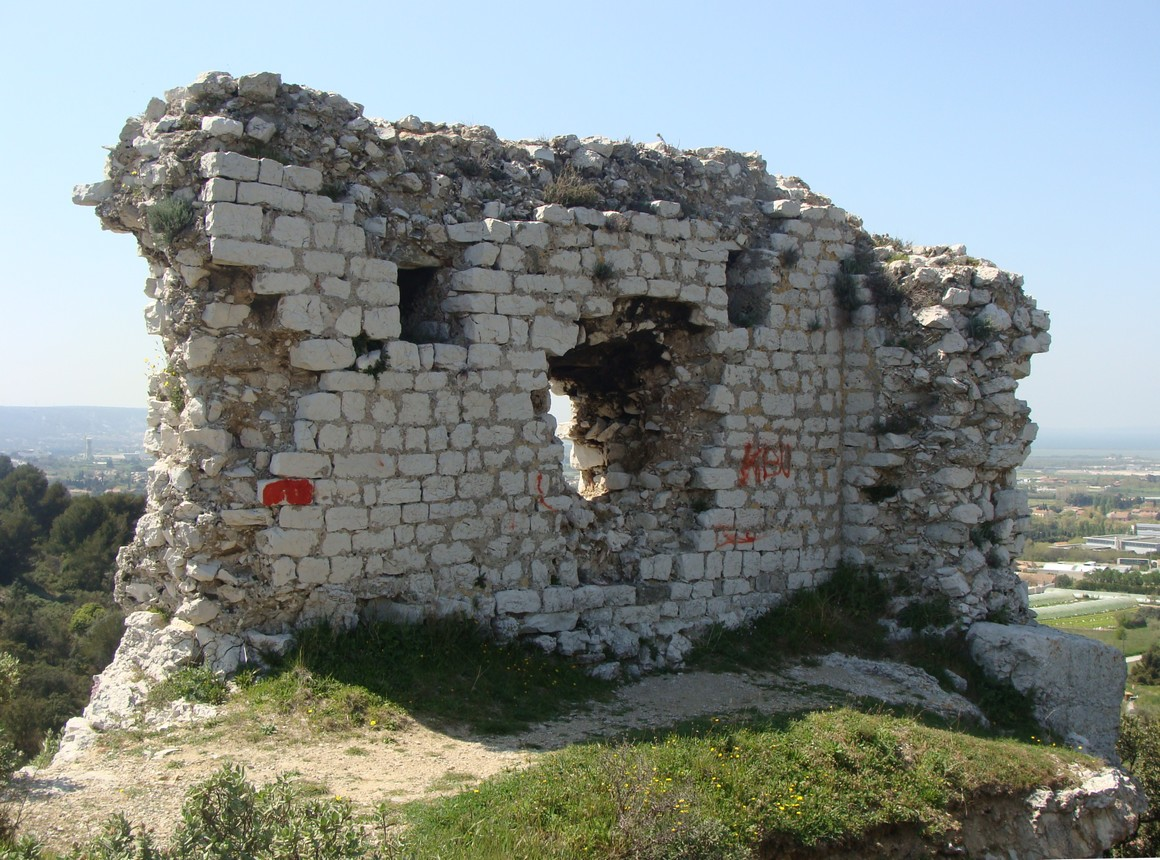
Restes de la muraille du château

L'ensemble de la chapelle et des ruines du château a été classé monument historique par arrêté du 29 juillet 1977.
Saint-Michel de Gignac est inclus dans le « site naturel de la côte bleue » protégé par le conservatoire du littoral et intégré dans le site Natura 2000 « Côte bleue - Chaîne de l'Estaque »

## Description
La chapelle se présente comme une petite église fortifiée dont les créneaux sont encore visibles, en partie, sur la façade Nord. Le clocheton a été rajouté à la fin du XVe.

### Le portail
Le portail à colonnettes et archivolte est surmonté de voussures. La corniche est soutenue de chaque côté par une colonne engagée qui encadre deux autres colonnes. Les chapiteaux en forme de feuillages, très stylisés, se retrouvent à l'intérieur et sont un témoignage de survivance d'art roman dans les constructions gothiques provençales.

### La porte
La porte possède un linteau. L'extrados de l'arc est orné d'un motif très fin de fleurettes et d'étoiles.

### Intérieur de l'église
L'intérieur de l'église à nef unique est composé de deux travées et d'un chœur de forme hexagonale. Le chœur, séparé de la nef, est ouvert d'un voûte à six nervures. Les ogives retombent sur des chapiteaux qui supportent des colonnettes engagées s'arrêtant à mi-auteur et deux corniches courent, l'une au sommet des chapiteaux, l'autre à la base des colonnettes. Les deux travées sont soutenues par des doubleaux plats et les voûtes en croisée d'ogives voient leurs nervures reposer sur des consoles dont l'une est décorée d'une tête humaine et l'autre d'un ange, dans lequel il est permis de voir Saint Michel.

## Source bibliographique
- Marcel Germain, Marignane, histoire en brèves, éditions Prolégomènes, décembre 2009.